# Julia de modo pecuniae possidendae
Julia de modo pecuniae possidendae va ser una antiga llei romana establerta per Juli Cèsar que prohibia tenir en caixa més de 60 asos d'or i plata, teòricament per fer circular els capitals, però en realitat per impedir als seus enemics disposar de diners en contra seva. Tiberi, que temia també als seus enemics, va fer observar escrupolosament aquesta llei.